# Тефроцибе вонючая
Тефро́цибе воню́чая, или прого́рклая (лат. Tephrócybe ráncida) — вид грибов, входящий в род Тефроцибе (Tephrocybe) семейства Лиофилловые (Lyophyllaceae).
Небольшой пластинчатый гриб серого цвета с сильным запахом прогорклой муки.

## Описание
Плодовые тела шляпконожечные, тонкомясистые. Шляпка у взрослых грибов 1—4(5) см в диаметре, у молодых грибов полушаровидной и куполообразной формы, затем уплощённая и иногда слабо вдавленная, с цельным слабо радиально разлинованным краем. Поверхность шляпки гладкая, серая, серо-коричневая или серо-чёрная.
Мякоть серая до серо-чёрной, тонкая, с очень сильным запахом прогорклой муки и неприятным вкусом.
Пластинки гименофора частые, обычно свободные, беловатые, серые или серо-коричневые.
Ножка цилиндрическая, 4—8(10) см длиной и 2—5 мм толщиной, полая, блестящая, серая до коричневой, в основании с белым опушением, глубоко погружённая в почву.
Споровый отпечаток белый. Споры каплевидной или эллиптической формы, 6—8,5 × 3—4,5 мкм.
Несъедобный гриб из-за сильного неприятного вкуса.

## Ареал и экология
Широко распространённый в Евразии вид, встречающийся изредка. Произрастает в лиственных лесах осенью и в начале зимы.

## Систематика

### Синонимы
- Agaricus rancidus Fr., 1821basionym
- Collybia rancida (Fr.) Quél., 1872
- Lyophyllum rancidum (Fr.) Singer, 1943
- Tephrophana rancida (Fr.) Kühner, 1938